# Il viaggio del signor Perrichon
Il viaggio del signor Perrichon è un film del 1943, diretto da Paolo Moffa.